# 외모 프리미엄
외모 프리미엄(Beauty Premium)은 경제학 용어이다.

## 개요
미국 세인트루이스 연방은행의 이코노미스트인 크리스티 엥게만과 마이클 오위양은 연준 계간지 The Regional Economist 4월호에 게재한 보고서에서 "외모와 보수에 상당한 상관관계가 존재한다"고 분석했다. 두 저자는 많은 경제학자들이 외모, 몸무게, 키 등이 보수에 영향을 미친다는 사실을 분석해내고 있으며 잘생긴 외모가 생산성 향상의 원동력으로 작용한다고 강조했다.

## 책
- 키는 권력이다[4][5]